# 북계
북계(北界)는 고려의 행정구역인 5도 양계에서 동계와 함께 양계를 구성하며, 1102년(숙종 7년)에는 서북면(西北面)으로 개칭하였다.
고려의 5도 양계 체제가 갖추어지기 전에는 패강(浿江)의 서쪽에 있다고 하여 패서도(浿西道)라고 칭하기도 하였다. 병마사를 파견하였다. 조선에 들어서도 서북면은 일시 유지되다가 1413년에 평안도로 개칭되었다. 서북면이 폐지될 당시 평안도 지역 대부분을 관할하였으나, 사군 지역은 여진족과 충돌이 있는 상황이었다.

## 같이 보기
- 5도양계
- 서해도
- 양광도
- 동계 (양계)
- 강동 6주